# Beedi

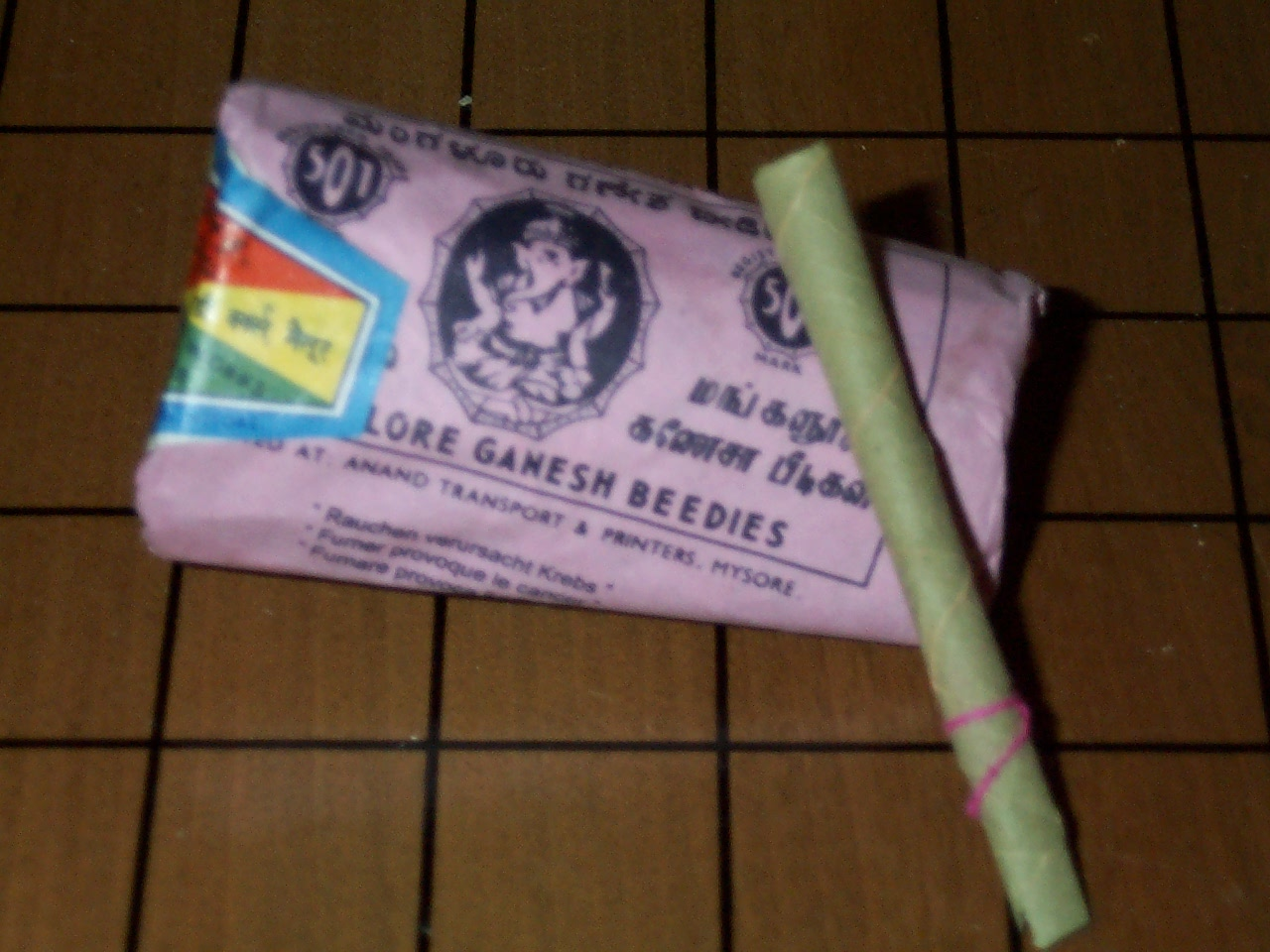
Beedi

Beedi (hindi: बीड़ी, Bīṛī, Biri) nennt man eine indische zigarettenähnliche Tabakware aus einem Tendublatt (Ceylon-Ebenholz, Diospyros melanoxylon) als Hüllblatt und Tabak oder anderen Kräutern als Füllung. Beedis sind sehr trocken, stark und werden häufig parfümiert.

## Geschichte
Seitdem im Jahr 1605 der Tabak Indien erreichte, begann im Land die Tabakproduktion. Die ersten Beedis wurden von Arbeitern der Tabakfarmen erfunden, die Tabak in Blätter rollten. Ab den 1930er Jahren, als weltweit die Nachfrage nach Tabakware stieg, erlebte auch die Beedi-Produktion einen enormen Aufschwung. Grund für diese beispiellose Entwicklung war aber auch die Politik Gandhis, der indische Produkte und heimische Industrie politisch unterstützte. Intellektuelle und gebildete Inder zogen es auch deshalb bald vor, Beedies anstatt Zigaretten zu rauchen, um ein sichtbares Zeichen gegen Importware und britischen Einfluss zu setzen.
Bis heute werden Beedies auch geraucht, um Unabhängigkeit und indisches Nationalbewusstsein zu demonstrieren.

## Konsumenten
Aufgrund niedriger Tabaksteuern und günstiger Produktion werden Beedis gern von ärmeren Bevölkerungsschichten in Bangladesch, Pakistan, Afghanistan, Sri Lanka, Kambodscha und Indien geraucht. Im Englischen spricht man deshalb auch von einer Poor man’s cigarette, einer Arme-Leute-Zigarette.
Der Raucher muss, verglichen mit einer normalen Zigarette, stärker und öfter ziehen, um die Beedi am Glühen zu halten. Nach einer Studie des amerikanischen Centers for Disease Control and Prevention nimmt der Raucher im Vergleich zu einer normalen Zigarette sehr hohe Werte an Kohlenmonoxid (39 mg/Beedi) und Teer (78 mg/Beedi) zu sich. In Deutschland dürfen Zigaretten nur eine Höchstmenge von jeweils 10 mg Kohlenmonoxid oder Teer im Rauch enthalten.

## Herstellung und Vertrieb
Indien produziert mehr Tabak als die Vereinigten Staaten, das Zentrum der internationalen Tabakwirtschaft. Es erstaunt deshalb, dass das Deckblatt der Beedis nicht Tabak ist, sondern ein Tendu- bzw. Schwarzholzblatt. Das Schwarzholz oder der Diospyros melanoxylon ist ein Baum, dessen Holz zu den Ebenhölzern gerechnet wird. Es werden auch Blätter von anderen Gehölzen benutzt: Diospyros exsculpta, Bauhinia racemosa, Holarrhena pubescens oder Artocarpus heterophyllus.
Die Blätter dieser Bäume werden in den Monaten April und Mai gepflückt und an der Sonne getrocknet, bevor sie zu rechteckigen Stücken geschnitten und vor dem Rollen nochmals befeuchtet werden. In das Blatt wird eine Mixtur von Tabaken eingerollt, die oft auch aromatisiert sind. Anschließend werden die Beedis in speziell geheizten Räumen eine gewisse Zeit getrocknet und in Papierbündchen zu 25 Stück abgepackt.
Beedi-Roller sind zum großen Teil Frauen, die in Heimarbeit für die Hersteller die Zigaretten rollen. Das Rohmaterial, Tendublätter, Tabak oder Kräuter, Faden und eventuell Filter, wird von der Herstellerfirma über Verteilnetze gestellt. Gesundheitliche Beschwerden bei den Heimarbeiterinnen und Heimarbeitern sind wegen des Tabakstaubs nicht selten. Es kommt vor, dass auch Kinder bei der Herstellung mitarbeiten (siehe Kinderarbeit), um zum Familieneinkommen beizutragen, oder weil sie Waisen sind und damit ihren Lebensunterhalt verdienen.
Der Produzent von Mangalore Ganesh Beedies weist allerdings im Internet ausdrücklich darauf hin, dass er keine Kinder beschäftigt. Mangalore Ganesh Beedies hat den größten Anteil am europäischen Beedi-Markt. Auf der Packung dieser Sorte Beedis ist die glücksbringende hinduistische Gottheit Ganesha abgebildet.
In Deutschland sind Beedis nicht mehr erhältlich, waren aber bis in die 1990er Jahre im Tabakladen zu bekommen. Anders ist es in Österreich und der Schweiz, wo sie noch heute erhältlich sind.